# Kytorhinus mongolicus
Kytorhinus mongolicus là một loài bọ cánh cứng trong họ Bruchidae. Loài này được Ter-Minassian miêu tả khoa học năm 1973.